# Tillandsia argentina
Tillandsia argentina là một loài thuộc chi Tillandsia. Đây là loài bản địa của Bolivia.

## Giống
- Tillandsia 'Evita'